# NGC 1356
NGC 1356 (другие обозначения — ESO 200-31, AM 0329-502, IRAS03291-5028, PGC 13035) — галактика в созвездии Часы.
Этот объект входит в число перечисленных в оригинальной редакции «Нового общего каталога».
Является самым ярким членом группы галактик, состоящей из четырёх галактик и взаимодействует по крайней мере с двумя другими. NGC 1356 имеет яркий спутник, который фактически «наложен» на её юго-западный спиральный рукав. Красное смещение спутника близко к таковому у самой NGC 1356.